# Charles Aznavour accompagné par Paul Mauriat et son orchestre
Charles Aznavour accompagné par Paul Mauriat et son orchestre (também conhecido como Que c'est triste Venise, The Aznavour Story, Le temps ou Hier encore) é um álbum de Charles Aznavour lançado em novembro de 1964. 
Foi lançado em mono e estéreo na França numa edição luxuosa com capa dupla e um folheto: na capa, apenas uma foto em preto e branco do cantor, sem qualquer texto; na contra-capa, os títulos das canções; por dentro, trazia um texto de Yves Salgues sobre a carreira de Aznavour na parte interna da capa dupla e nas partes externas do folheto; na parte interna deste último, havia uma história em quadrinhos chamada "Aznavour Story", desenhada pelo artista R. Hovivian com texto de Capte. 
Posteriormente, na França e alhures, foi lançado o álbum com capa simples contendo uma pintura em estilo impressionista do cantor. Esta é a capa mais difundida do álbum por todo o mundo; em 1965, no lançamento brasileiro, esta foi a capa utilizada. Ainda em 1965, o álbum foi lançado nos Estados Unidos como The Aznavour Story com uma capa exclusiva. Em 1978, o álbum foi relançado na França como Le temps. Em 1995, a remasterização em CD trouxe uma série de faixas bônus e o álbum trouxe o título Hier encore. Em 2014, o álbum foi relançado em sua forma original, em CD, download digital e nas plataformas de streaming, e recebeu o título de Que c'est triste Venise, que já havia sido utilizado em 1965 em vários lançamentos mundo afora, inclusive no Brasil.
O single "Que c'est triste Venise" foi um sucesso mundial, alcançando o 3º lugar na França, o 4º lugar na Valônia (Bélgica) e o 5º lugar no Brasil — e a edição em espanhol "Venecia sin ti" chegou ao 1º lugar na Argentina. "Avec" chegou ao 2º lugar na Argentina e ao 4º lugar no Peru. E o single "Le temps" alcançou o 10º lugar na França. Na região da Valônia, onde EP era o principal meio de promoção de músicas, o EP "Que c'est triste Venise" alcançou o 2º lugar, e o EP "Le temps" alcançou o 45º lugar. A canção "Hier encore" não pôde aparecer na parada francesa quando de seu lançamento por ser um lado B, porém foi uma canção muito popular, e quando lançada independentemente em 2015, alcançou o 48º lugar nas paradas francesas — a faixa é mais conhecida mundialmente pela versão em inglês "Yesterday when I was young", lançada em 1970.

## Faixas
LP de 12" — Barclay Records 80241 M (mono) ou 80241 S (estéreo) (FRA)
| Lado A |                                 |                                       |         |  |
| N.º    | Título                          | Compositor(es)                        | Duração |  |
| 1.     | "Que c'est triste Venise"       | Françoise Dorin / Charles Aznavour    | 02:37   |  |
| 2.     | "Je t'aimais tant"              | Charles Aznavour / Jeff Davis         | 02:50   |  |
| 3.     | "À ma fille"                    | Charles Aznavour                      | 03:36   |  |
| 4.     | "Tu t'amuses"                   | Charles Aznavour / Georges Garvarentz | 02:50   |  |
| 5.     | "Le jour se lève"               | Jacques Plante / Charles Aznavour     | 02:58   |  |
| 6.     | "Il te suffisait que je t'aime" | Jacques Plante / Charles Aznavour     | 03:08   |  |

| Lado B         |                            |                                   |         |  |
| N.º            | Título                     | Compositor(es)                    | Duração |  |
| 7.             | "Le temps"                 | Charles Aznavour / Jeff Davis     | 02:36   |  |
| 8.             | "Hier encore"              | Charles Aznavour                  | 02:23   |  |
| 9.             | "Chaque fois que j'aime"   | Charles Aznavour                  | 02:00   |  |
| 10.            | "Avec"                     | Charles Aznavour / Franck Pourcel | 03:07   |  |
| 11.            | "Toi et tes yeux d'enfant" | Charles Aznavour                  | 02:58   |  |
| 12.            | "Quand j'en aurai assez"   | Charles Aznavour / Jeff Davis     | 01:53   |  |
| Duração total: | Duração total:             | Duração total:                    | 33:03   |  |

## Formação
- Charles Aznavour — vocal
- Paul Mauriat — maestro
- orquestra de Paul Mauriat — acompanhamento instrumental